# Andrej Čikatilo
Andrej Romanovič Čikatilo (Андре́й Рома́нович Чикати́ло 16. října 1936, Jabločnoje, Sumská oblast – 14. února 1994, Novočerkassk) byl sovětský sériový vrah a kanibal, známý jako rostovský řezník, rudý nebo rostovský rozparovač, protože většinu svých vražd spáchal v Rostovské oblasti ruské SFSR. Části těl svých obětí jedl. V letech 1978–1990 sexuálně napadl, zavraždil a zmrzačil nejméně 52 žen a dětí na území ruské SFSR, ukrajinské SSR a uzbecké SSR. Čikatilo se přiznal k 56 vraždám a v dubnu 1992 byl souzen za 53 z nich. V říjnu 1992 byl za 52 vražd odsouzen k trestu smrti, přestože Ruský nejvyšší soud v roce 1993 rozhodl, že neexistují dostatečné důkazy prokázat jeho vinu na devíti z těchto vražd. Čikatilo byl následně v únoru 1994 popraven.

## Život
Narodil se ve vsi Jabločnoje na Ukrajině. Jeho otec byl vojákem Rudé armády, později byl zajat Němci a po konci války vězněn jako zrádce. Jeho dětství bylo traumatizující. Některé prameny uvádějí, že byl často bit za noční pomočování, podle jiných se však jednalo o časté poluce. Jeho starší bratr Stěpan se údajně stal v 10 letech obětí kanibalismu při hladomoru na Ukrajině, nebylo to ale prokázáno. Čikatilo zažil německou okupaci Ukrajiny a nálety, vypalování vesnic a střílení, což popsal jako "horory". S matkou se musel skrývat a jejich obydlí bylo vypáleno. Během poválečného hladomoru v letech 1946-47 trpěl hlady. Přestože v období dospívání trpěl vyloučením z kolektivu a sebenenávistí, byl vynikajícím studentem. Měl v úmyslu studovat práva v Moskvě, neuspěl ale při přijímacích zkouškách, pracoval proto jako opravář telefonů. Jeho první sexuální zkušeností byla ejakulace při potyčce s kamarádem. V roce 1963 se oženil a přes to, že trpěl impotencí se mu v roce 1965 narodila dcera Ludmila a v roce 1966 syn Jurij. V roce 1971 vystudoval dálkově ruskou literaturu a do roku 1978 pracoval jako učitel.

### Zločiny
Několikrát se v průběhu své kariéry pokusil své studenty pohlavně zneužívat, a proto byl nucen odejít a začal pracovat jako úředník v továrně. V roce 1978 se přestěhoval do menšího města Šachty poblíž Rostova, kde se dopustil první vraždy. 22. prosince téhož roku vylákal devítiletou dívku Jelenu Zakotnovou do starého domu. Chtěl ji znásilnit, ale nepodařilo se mu dosáhnout erekce. Dívku proto uškrtil a ubodal, přičemž ejakuloval. Za tuto vraždu byl omylem zatčen a popraven muž jménem Alexandr Kravčenko, který se přiznal pod vlivem mučení. Čikatilo byl jedním z podezřelých. Kvůli neshodám s manželkou si ve městě pořídil menší stavení, kam chodil trucovat. Právě tam se našly některé stopy, včetně krevních skvrn. Čikatilo byl však členem strany, měl rodinu, vysokoškolský titul a řádné zaměstnání. Kriminalistům se jako pachatel zdál málo pravděpodobný.
Další vraždu spáchal v roce 1981, kdy se pokusil o pohlavní styk s prostitutkou Larisou Tkačenkovou. Nemohl však dosáhnout erekce, prostitutka se mu začala posmívat a Čikatilo ji uškrtil. Několik vražd spáchal v roce 1982. Často čekal na autobusových či vlakových zastávkách, kde se pohybovalo velké množství prostitutek a tulaček, které chodily se zákazníky souložit do lesa nedaleko stanice. Čikatilo nebyl normálního styku schopen, ale chtěl se v tomto ohledu také nějak realizovat. Proto lákal děti nebo dospělé ženy také do lesa, kde je ve vhodný okamžik zabil. Orgasmu byl schopen dosáhnout pouze při vraždě.
V roce 1983 bylo po nálezu šesti mrtvých těl zahájeno intenzivní vyšetřování, kterého se účastnilo až 200 lidí. Nejvíce nálezů však pocházelo z roku 1984, kdy mohli díky konzervačním schopnostem sněhu a zmrzlé půdy vyšetřovatelé konečně prozkoumat několik těl, která ještě nebyla v rozkladu. Těla nesla stejné znaky poškození, mnohačetné bodné rány nožem s jednou čepelí vedené do hrudníku, břicha a pohlavních orgánů, odkousnuté bradavky u žen a amputovaný penis u chlapců, vypíchnuté oči a někdy odstraněné některé menší části těl, jako např. prst, oční víčka, rty či nos. Kvůli rozdílnosti obětí, toho, že se jednalo o chlapce i dívky, a možná i pro neochotu uvěřit, že by Sovětský svaz mohl mít sériového vraha s tak velkým počtem obětí, byla tendence vyšetřování pojmout jako pátrání po gangu více pachatelů, přičemž vrah byl profilován jako homosexuál.
Několik lidí bylo kvůli vraždám neprávem zatčeno, jeden dříve odsouzený sexuální delikvent spáchal v průběhu vyšetřování sebevraždu. Všichni zatčení museli být propuštěni, protože i přes jejich uvěznění vraždy pokračovaly. V roce 1984 byl pro jiné přestupky Čikatilo na krátkou dobu zatčen, odsouzen a na tři měsíce uvězněn. V té době mu také provedli krevní testy, které se však neshodovaly se stopami zachycenými na místě vražd. Krevní skupina pachatele (AB) se neshodovala s krevní skupinou Čikatila (A). Při soudním jednání byl rozpor zcela vážně vysvětlen tak, že Čikatilo má vzácnou odchylku od normy a jeho sperma nese jinou krevní skupinu. Soud vysvětlení akceptoval. Skutečnou příčinou byla pravděpodobně nedbalá práce laboratoře. Vyšetřovatel požadoval více lidí, počítače pro efektivní evidenci důkazů a konzultaci s FBI, což mu bylo striktně zakázáno jako zcela nepřípustné. Další komplikací vyšetřování bylo to, že osoby ve vedoucích pozicích sovětské policie zakazovaly zveřejnění informací o případu, neboť by tak přiznaly, že sérioví vrazi nejsou jen v kapitalistických zemích.
Po propuštění si našel práci ve městě Novočerkassk, kde pokračoval ve vraždách. Některé vraždy se odehrály na jeho obchodních cestách. Jeho motivem bylo to, že pouze při zabíjení byl schopen dosáhnout erekce. Policejní vyšetřování bylo čím dál masivnější. Svou poslední oběť, dvaadvacetiletou Světlanu Korostikovou, zavraždil 6. listopadu 1990. V té době již policie masivně hlídkovala po celé oblasti, a to jak v uniformách, tak v civilu. Po vraždě Korostikové byl Čikatilo právě policistou v civilu přistižen, jak vychází z lesa, kde se vražda odehrála. Vymlouval se prý na to, že sbíral houby, ale protože byl příliš formálně oblečen a nesl pouze nylonovou sportovní tašku, nevhodnou ke sběru hub, byl policistou legitimován. Policista později uvedl, že se mu zdál podezřelý jak svým formálním oděvem, tak faktem, že byl velice špinavý a měl na sobě i stopy krve. Kdyby jej tehdy policista také prohledal, zjistil by, že v tašce nesl uřezané prsy své oběti.
Poté, co bylo v lese objeveno tělo zavražděné Korostikové, policie zaměřila svoji pozornost právě na něj a začala jej prověřovat. Bylo zjištěno, že byl již nejméně jednou v minulosti nepřímo spojován s obdobnou vraždou (v roce 1978 byl krátce před činem spatřen ve společnosti své první oběti). K tomu, aby byl býval zatčen, však chyběly potřebné důkazy. Proto jej začala policie nepřetržitě sledovat. 20. listopadu 1990 opustil svůj byt a procházel se po městě. Cestou opakovaně oslovoval cizí osamělé děti. Policie se tedy rozhodla konat a zatkla jej.
Po zatčení byl objeven další nepřímý důkaz proti němu, jeho předposlední oběť byl silný šestnáctiletý chlapec, Viktor Tišenko, který se před smrtí zuřivě bránil – policie našla na místě činu známky prudkého zápasu. Při lékařském vyšetření bylo zjištěno, že zranění na jeho prstu pochází od lidských zubů – měl ukousnutý nehet, ránu do živého masa a zlomenou prstní kůstku. Přes tak relativně vážné poranění si nenechal Čikatilo v době před svým zatčením ruku ošetřit. Policie však přesto měla velmi málo důkazů. Proto se policisté rozhodli namluvit mu, že je velice nemocný člověk a potřebuje pomoc, chtěli tak v něm vzbudit dojem, že nebude za svoje činy souzen, protože je šílený. Pomohl psychologický profil (tehdy ještě ojedinělý postup) vypracovaný během let honu na maniaka. Byl natolik přesný, že se Čikatilo údajně po rozhovoru s psychologem rozplakal a přiznal k vraždě celkem 56 lidí.

### Soud a trest
Soud s maniakem byl velmi sledovanou událostí. Vstup do soudní síně byl pro velký zájem povolen jen nejbližším příbuzným obětí. I těch však bylo tolik, že soudní síň byla naplněna k prasknutí. Zatímco ve vazbě se choval velmi slušně a normálně, při soudním procesu byl hrubý a patrně se snažil vyvolat dojem blázna – ukazoval své genitálie, zcela bez souvislosti vykřikoval, že není homosexuál, tvrdil, že je těhotný a že kojí. Soud byl provázen hysterickými výpady ze strany příbuzných obětí, zejména ve chvílích, kdy naturalisticky líčil otřesné vraždy a to, jak poté vařil jednotlivé části těl. Vzhledem k reálnému riziku napadení vraha otřesenými rodinnými příslušníky obětí byl Čikatilo po celou dobu soudu uzavřen v kleci. Byl odsouzen k trestu smrti, ruský prezident Boris Jelcin zamítl 4. ledna 1994 žádost o milost a 14. února 1994 byl ve věznici v Novočerkassku zastřelen střelou za pravé ucho.
Přestože jeho svědomí mělo tížit třiapadesát doložených vražd, jeho poslední slova byla: „Nevystřelte mi mozek z hlavy. Japonci si ho budou chtít koupit!“

## Rodina
Čikatilova manželka dodnes tvrdí, že o zvěrských činech svého muže neměla ani ponětí. Po manželově zatčení spolu s dětmi změnila své příjmení na Odnačeva, jak se jmenovala za svobodna.
Čikatilův syn Jurij často v médiích prohlašoval, že jeho otec byl nevinný. Stal se údajně obětí komunistického vykonstruovaného honu na pachatele. V jednom rozhovoru Jurij Čikatilo (Odnačev) uvedl: „Možná že nějaké ty oběti byly, ale ne padesát šest.“ Poté se ale on sám dostal do konfliktu se zákonem.

## Další maniaci po Čikatilovi
Jiný slavný ruský sériový vrah Alexander Pičuškin, nazývaný podle místa svých činů též bitcevský maniak, anebo známější též i pod mediální přezdívkou „Šachovnicový vrah“ (podle způsobu, modus-operandi, jeho vražd), sám sebe u soudu označil za „Čikatilova nástupce“. Pičuškin se dále vychloubal s tím, že zvládl pokořit Čikatilův rekord v počtu obětí na 62. Litoval pouze toho, že mu do „šachovnicové sbírky“ chyběly dvě vraždy.[zdroj⁠?!]

## Odezva v kultuře
O Čikatilovi bylo napsáno několik knih a natočeno několik filmů.
- Podle jedné z nich, The Killer Department od Roberta Cullena, byl roku 1995 natočen televizní film Občan X,[3] kde účinkoval Stephen Rea jako Viktor Burakov, Donald Sutherland jako Fetisov a Jeffrey DeMunn jako Čikatilo.
- V roce 2004 natočil italský režisér David Grieco film Evilenko, který je taktéž inspirován Čikatilem. Vraha ztvárnil Malcolm McDowell.
- V dokumentárním filmu Masoví vrazi, Hannibal Lecter – skutečné příběhy z roku 2001 jsou rozebírány motivy chování několika masových vrahů, mimo Johna Wayna Gacyho, Alberta Fishe, Jeffrey Dahmera a Teda Bundyho rovněž i Čikatila.
- Fiktivní příběh, román Dítě číslo 44 (Child 44), inspirovaný sérií vražd spáchaných Čikatilovem napsal anglický spisovatel Tom Rob Smith.
- Podle Smithova románu byl natočen stejnojmenný film Dítě číslo 44, který vyšel 17. dubna 2015,[4] režie Daniel Espinosa, v hlavních rolích Tom Hardy, Noomi Rapace, Gary Oldman, Joel Kinnaman.
- V roce 2015 anglickojazyčný film Ghoul (výslovnost [ghúl]) českého režiséra Petra Jákla určený i do distribuce v USA.[5][6]

## Seznam obětí
1. Jelena Zakotnova, 9 let, 22. prosince 1978
2. Larisa Tkačenko, 17 let, 3. září 1981
3. Ljubov Birjuk, 13 let, 12. června 1982
4. Ljubov Volobujeva, 14 let, 25. července 1982
5. Oleg Požidajev, 9 let, 13. srpna 1982
6. Olga Kyprina, 16 let, 16. srpna 1982
7. Irina Karabelnikova, 19 let, 8. září 1982
8. Sergej Kuzmin, 15 let, 15. září 1982
9. Olga Stalmačenok, 10 let, 11. prosince 1982
10. Laura Sarkisjan, 15 let, 18. června 1983
11. Irina Dunenkova, 13 let, července 1983
12. Ljudmila Kušuba, 24 let, července 1983
13. Igor Gudkov, 7 let, 9. srpna 1983
14. Valentina Čučulina, 22 let, 19. září 1983
15. Neznámá žena, 18-25 let, léto či podzim 1983
16. Věra Ševkun, 19 let, 27. října 1983
17. Sergej Markov, 14 let, 27. prosince 1983
18. Natalja Šalapinina, 17 let, 9. ledna 1984
19. Marta Rybenko, 45 let, 21. února 1984
20. Dmitrij Ptašnikov, 10 let, 24. března 1984
21. Taťána Petrosjan, 32 let, 25. května 1984
22. Světlana Petrosjan, 11 let, 25. května 1984
23. Jelena Babulina, 22 let, červen 1984
24. Dmitrij Illarionov, 13 let, 10. července 1984
25. Anna Lemeševa, 19 let, 19. července 1984
26. Svetlana Cana, 20 let, červenec 1984
27. Natalja Golosovskaja, 16 let, 2. srpna 1984
28. Ljudmila Alexejeva, 17 let, 7. srpna 1984
29. Neznámá žena, 20-25 let, 8-11. srpna 1984
30. Akmaral Sejdalijeva, 12 let, 13. srpna 1984
31. Alexandr Črpek, 11 let, 28. srpna 1984
32. Irina Lučinskaja, 24 let, 6. září 1984
33. Natalja Pochlistova, 18 let, 31. července 1985
34. Irina (Inessa) Guljajeva, 18 let, 25. srpna 1985
35. Oleg Makarenkov, 13 let, 16. května 1987
36. Ivan Bilovetskij, 12 let, 29. července 1987
37. Jurij Terešonok, 16 let, 15. září 1987
38. Neznámá žena, 18-25 let, 1-4. dubna 1988
39. Alexej Voronko, 9 let, 15. května 1988
40. Jevgenij Kurativ, 15 let, 14. července 1988
41. Taťána Ryžova, 16 let, 8. března 1989
42. Alexandr Djakonov, 8 let, 11. května 1989
43. Alexej Mojsejev, 10 let, 20. června 1989
44. Jelena Varga, 19 let, 19. srpna 1989
45. Alexej Chobotov, 10 let, 28. srpna 1989
46. Andrej Kravčenko, 11 let, 14. ledna 1990
47. Jaroslav Makarov, 10 let, 7. března 1990
48. Ljubov Zujeva, 31 let, 4. dubna 1990
49. Viktor Petrov, 13 let, 28. července 1990
50. Ivan Fomin, 11 let, 14. srpna 1990
51. Vadim Gromov, 16 let, 16. října 1990
52. Viktor Tiščenko, 16 let, 30. října 1990
53. Světlana Korostik, 22 let, 6. listopadu 1990

V souvislosti s Čikatilovými zločiny zemřel i Alexandr Kravčenko, mylně obviněný z vraždy první oběti; jeden z podezřelých – sexuální delikvent, který v průběhu vyšetřování spáchal sebevraždu, a též jeden neznámý mladík, který byl v době, kdy se vyšetřování zaměřovalo na homosexuály, zatčen in flagranti a po výslechu se oběsil v cele předběžného zadržení.
Čikatilo vraždil především na území Ruské SSR, ale některé oběti zavraždil také na území Ukrajinské SSR a Uzbecké SSR.